# The Game (televisieserie)
The Game is een Amerikaanse comedy-dramaserie, bedacht door Mara Brock Akil en geproduceerd door Frasier's Kelsey Grammer. De serie debuteerde op 1 oktober 2006 op The CW Television Network, samen met Runaway. De serie is een spin-off van de populaire sitcom Girlfriends.
De serie werd vanaf 2009 in Nederland uitgezonden op RTL 8.

## Oorsprong
Vanwege het succes van de serie Girlfriends, besloten de producers een spin-offserie te lanceren in de hoop dat dit ook een succes zou worden.
De serie werd aangekondigd middels een backdoor pilot, die als aflevering van Girlfriends werd uitgezonden op 17 april 2006. Hierin werd het personage Melanie Barnett geïntroduceerd als het nichtje van hoofdpersoon Joan Clayton. De aflevering bleek succesvol, en was voor CW genoeg reden om de geplande serie te gaan produceren. Oorspronkelijk werd actrice Renee Bruce gecast voor de rol van Melanie, maar zij werd vervangen door Tia Mowry.

## Verhaal
De serie draait om Melanie Barnett (Tia Mowry), een eerstejaarsstudent aan een medische school. Ze heeft een aanbod om te gaan studeren aan de Johns Hopkins University afgeslagen om bij haar vriend, Derwin Davis, te kunnen blijven. Derwin is een footballspeler uit San Diego die net is gaan spelen voor de "San Diego Sabers".
Terwijl Melanie haar nieuwe leven op orde probeert te krijgen, ontmoet ze Tasha (Wendy Raquel Robinson), de moeder van Malik (een quarterback van de Sabers’), en Kelly Pitts (Brittany Daniel), de vrouw van de kapitein van de Sabers', Jason Pitts (Coby Bell). Terwijl ze leert haar leven als student te combineren met dat van partne van een NFL-speler, waarschuwen Tasha en Kelly haar om haar vriend goed in de gaten te houden. Dit omdat volgens hen veel mensen het voorzien hebben op professionele footballspeler.s

## Cast

### Hoofdcast
- Tia Mowry als Melanie Barnett
- Brittany Daniel als Kelly Pitts
- Coby Bell als Jason Pitts
- Pooch Hall als Derwin Davis
- Hosea Chanchez als Malik El Debarge Wright
- Wendy Raquel Robinson als Tasha Mack

### Bijcast
- La'Shontae "Tae" Heckard als Tonya
- Shanti Lowry als Dionne
- Gabrielle Dennis als Janay
- Robin Givens als zichzelf
- Rick Fox als zichzelf
- Barry Floyd als Terrence (Tee-Tee)
- Drew Sidora als zichzelf
- Kendra C. Johnson als Renee Royce
- Chaz Lamar Shepherd als Trey Wiggs

## Prijzen
| Jaar | Prijs              | Resultaat   | Categorie                                         | Genomineerde                                    |
| ---- | ------------------ | ----------- | ------------------------------------------------- | ----------------------------------------------- |
| 2007 | NAACP Image Awards | Genomineerd | Outstanding Writing in a Comedy Series            | Kenny Smith, Jr. (For "The Trey Wiggs Episode") |
| 2008 | NAACP Image Awards | Genomineerd | Outstanding Writing in a Comedy Series            | Sara V. Finney (For "The Big Chill" episode)    |
| 2008 | NAACP Image Awards | Genomineerd | Outstanding Supporting Actress in a Comedy Series | Wendy Raquel Robinson                           |
| 2008 | NAACP Image Awards | Genomineerd | Outstanding Actress in a Comedy Series            | Tia Mowry                                       |
| 2007 | Teen Choice Awards | Genomineerd | Choice TV Actress: Comedy                         | Tia Mowry                                       |